# شلالات أوزود

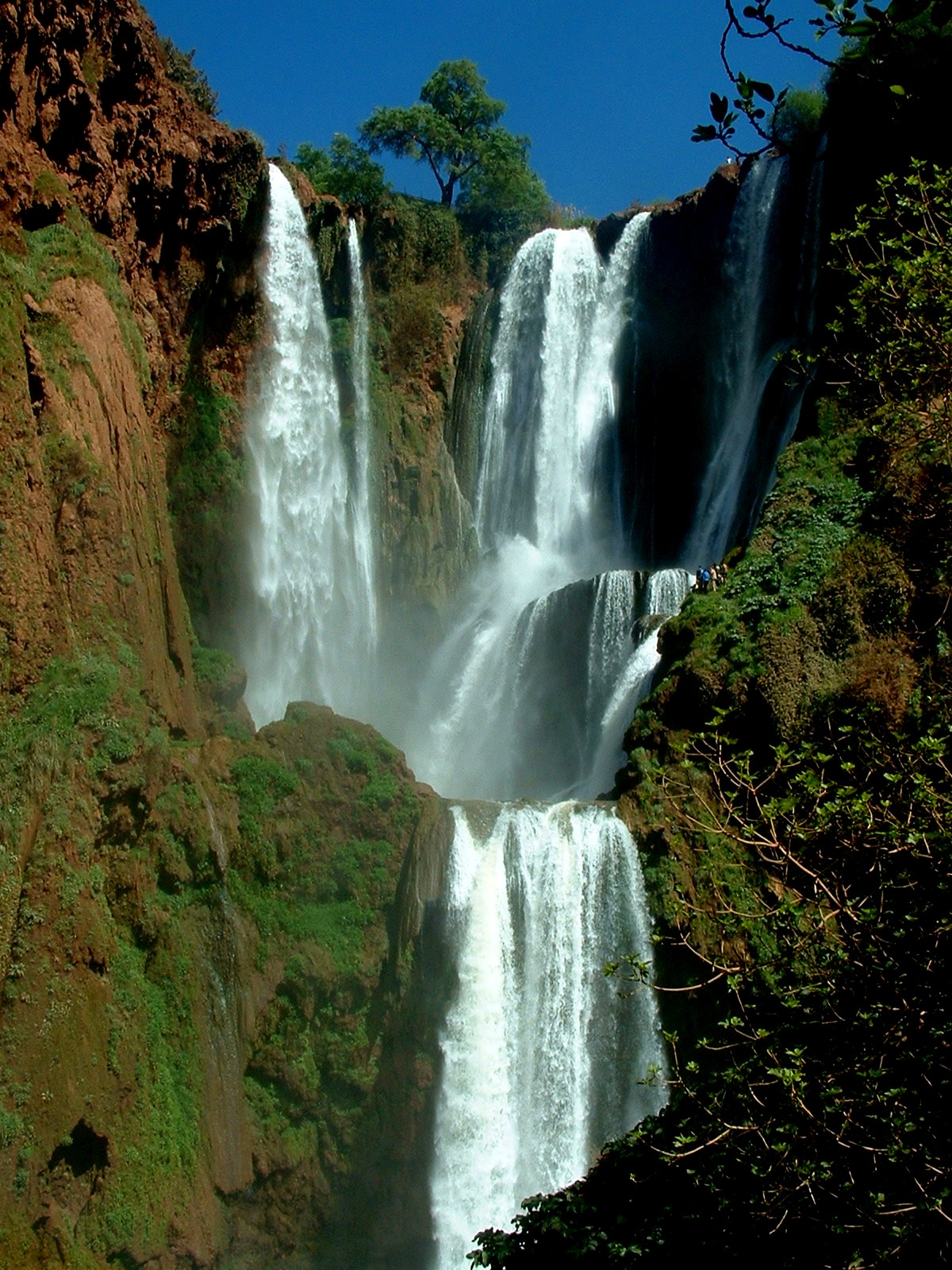
شلالات أوزود في المغرب

تقع شلالات أوزود بجماعة أيت تكلا في إقليم أزيلال الذي يبعد 150 كيلومتر عن المنطقة الشمالية الشرقية في مراكش بالمغرب، و80 كم عن مدينة بني ملال، وأقرب منطقة لها قرية الأطلس الكبيرة لتاناجميلت، ويبلغ ارتفاع الشلالات حوالي 110 متر. تقع بإقليم أزيلال ويعتبر الموقع هو الأكثر زيارة في المنطقة. على مقربة من وديان خضراء وطواحين وبساتين وينابيع وادي العبيد.

## التسمية
«أوزود» هي كلمة أمازيغية بمعنى الرحى الذي يدور بقوة دفع الماء، فكلمة أوزود تعني عملية طحن الحبوب، وكلمة إيزيد تعني الطحين. إنّ قاع الشلالات سهل الوصول من خلال طريق مُظَلَّل بأشجارِ الزيتون. في قمّة الانهيارات أو الشلال، هناك دزينة من الطواحين الصغيرة القديمة التي ما زالت قيد الاستعمال. في الغسق، يمكن ملاحظة حشود كاملة من القردة. فيما تقود العديد من الجمعيات المحليّة والوطنية المشاريع لحماية وإبقاء والمحافظة على الموقع.

## الموقع
تعتبر شلالات أوزود جوهرة طبيعية في قلب المغرب، وهي تقع في قرية تاناجمليت بجماعة أيت تكلا المتواجدة في إقليم أزيلال بمنطقة الأطلس المتوسط، على بعد حوالي 150 كيلومتراً شمال شرق مدينة مراكش، وتبعد بـ80 كيلومتراً عن مدينة بني ملال، وتبعد عن الرباط عاصمة المغرب بنحو 350 كيلومتراً جنوباً. تعتبر هذه الشلالات واحدة من أجمل الوجهات الطبيعية في المغرب، وتجذب آلاف الزوار سنويًا للاستمتاع بجمال الطبيعة والهواء النقي، وتُعتبر قرية الأطلس الكبيرة لتاناجميلت أقرب تجمّع سكني لها. وبارتفاعها الذي يصل إلى حوالي 110 أمتار، تشكّل شلالات أوزود مشهداً خلاباً يجمع بين المياه المتدفقة والطبيعة الجبلية الخضراء.

## الوصف
تعتبر هذه الشلالات من بين أعلى الأماكن في المغرب، وغالبًا ما يغلب عليها قوس قزح، تقع في وادي ريفي أخضر، من الحجر الرملي الأحمر، مثل واحة، مزروعة ببساتين الزيتون، وأشجار اللوز، وأشجار التين، وغيرها. ولا تزال أشجار الخروب، وعشرات معاصر الزيت التقليدية الصغيرة في المنطقة.

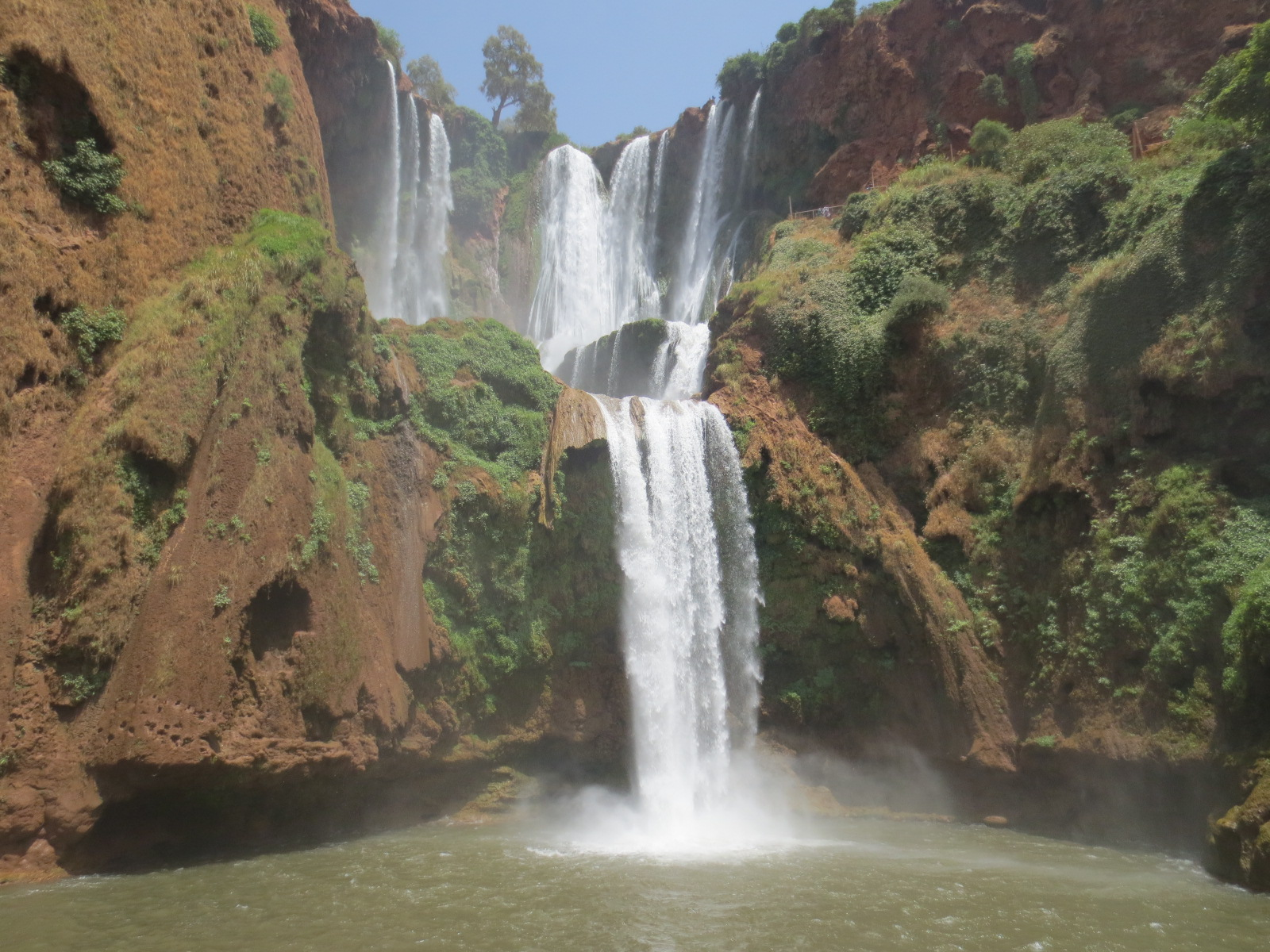
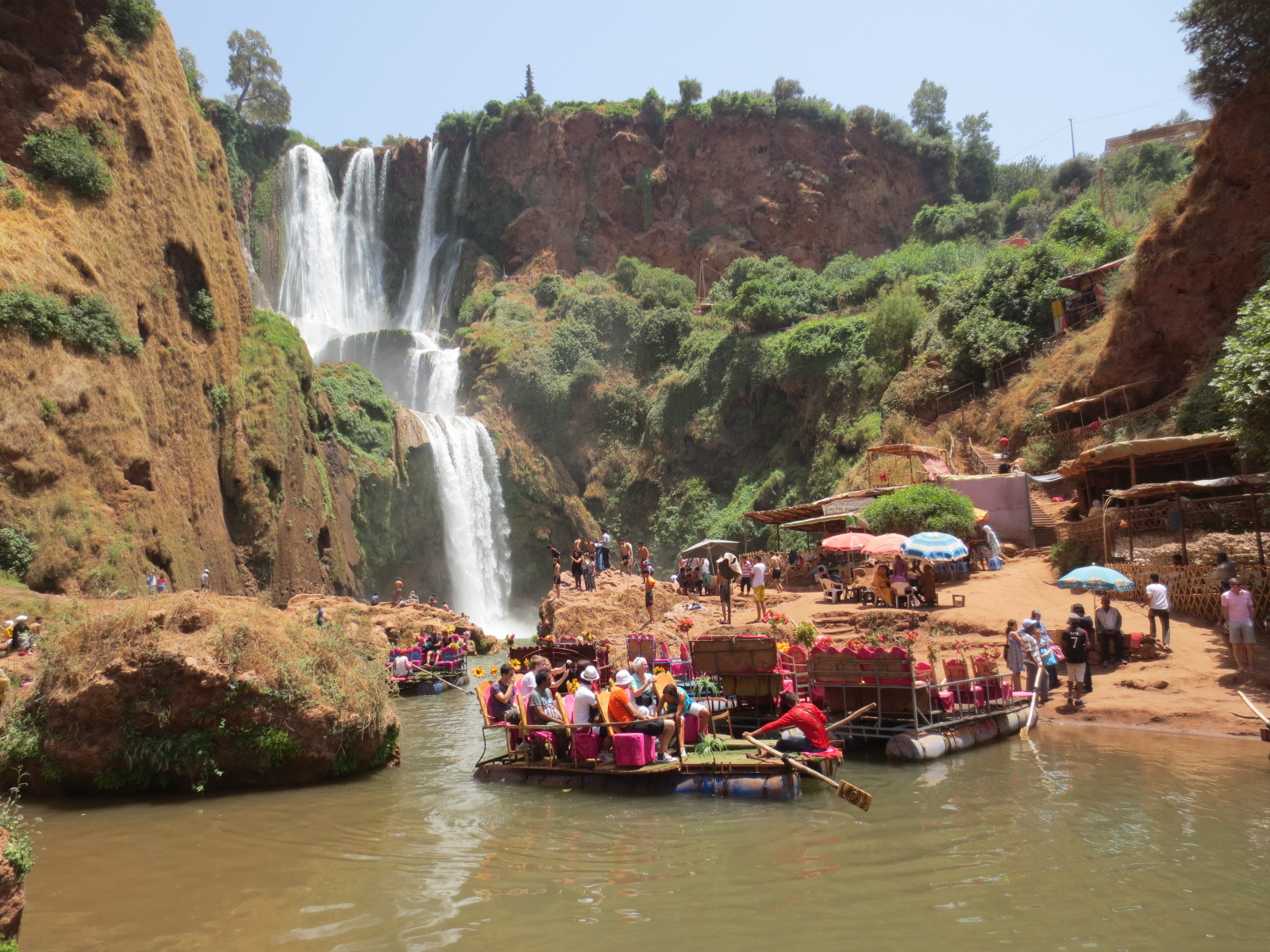
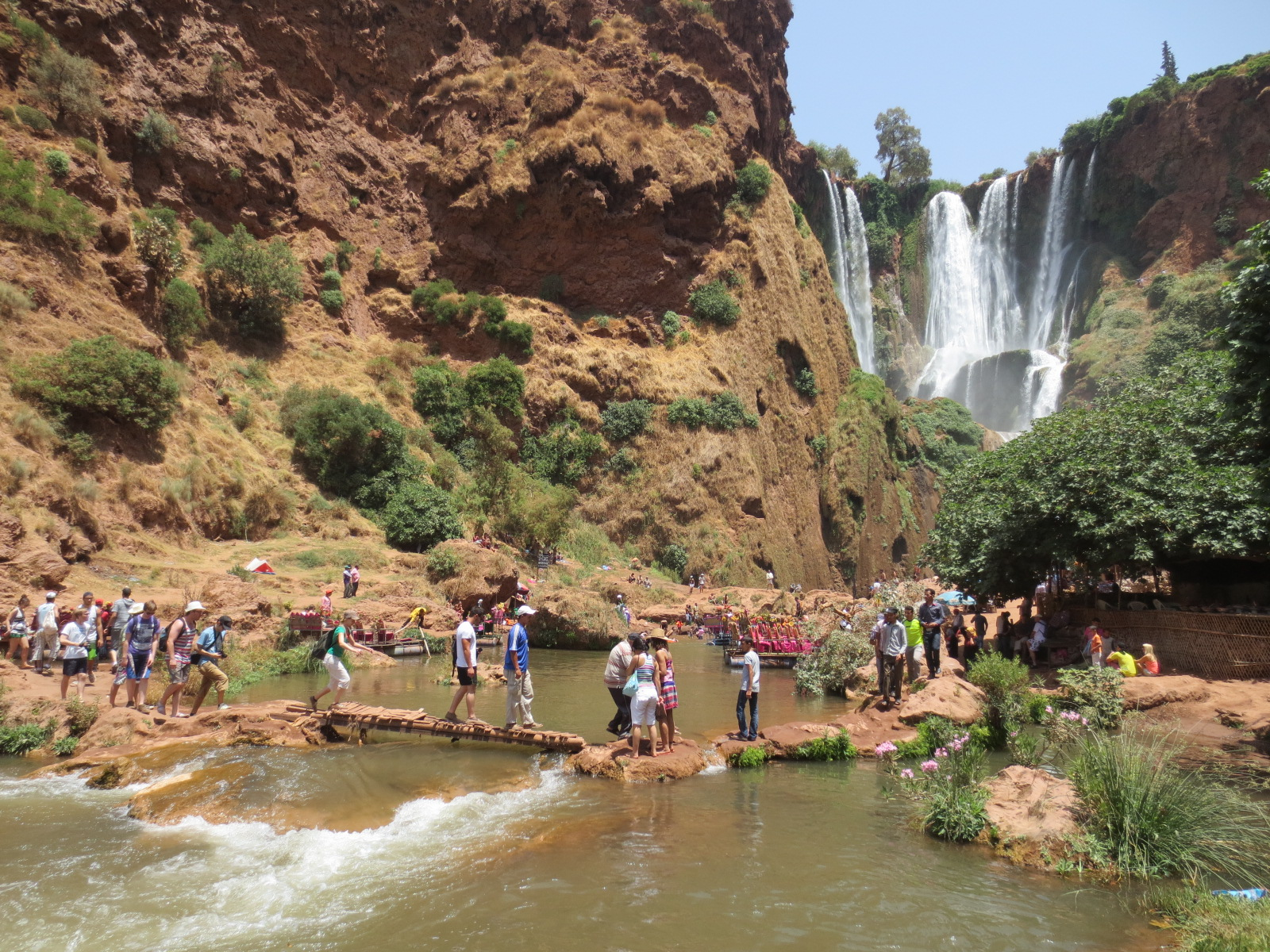
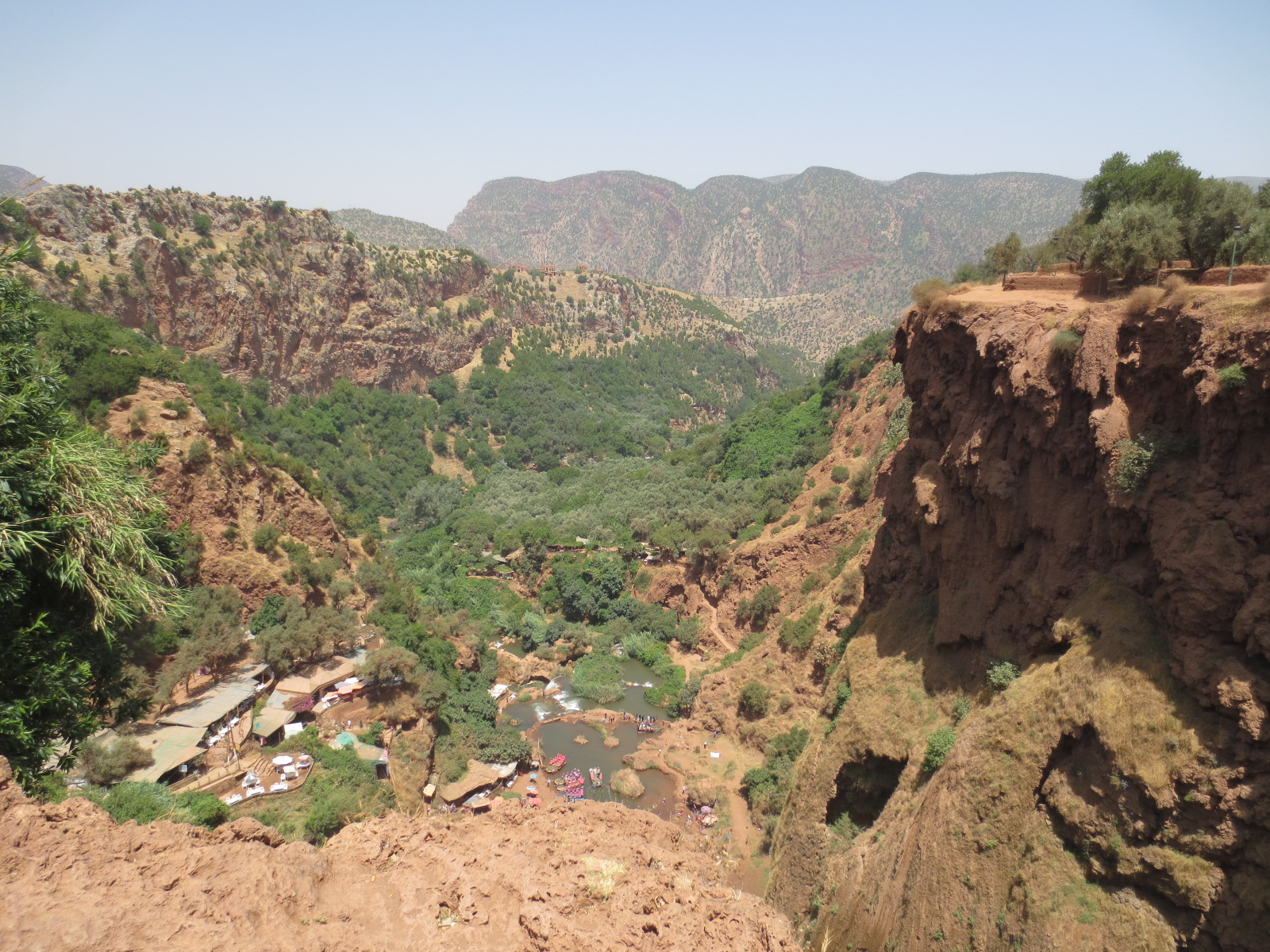

يمكن الوصول إلى شلالات أوزود من مدينة آيت عتاب الصغيرة، على بعد حوالي 25 كم من بني ملال أو مراكش، عبر مدينة أولاد عياد، في الفقيه بن صالح.

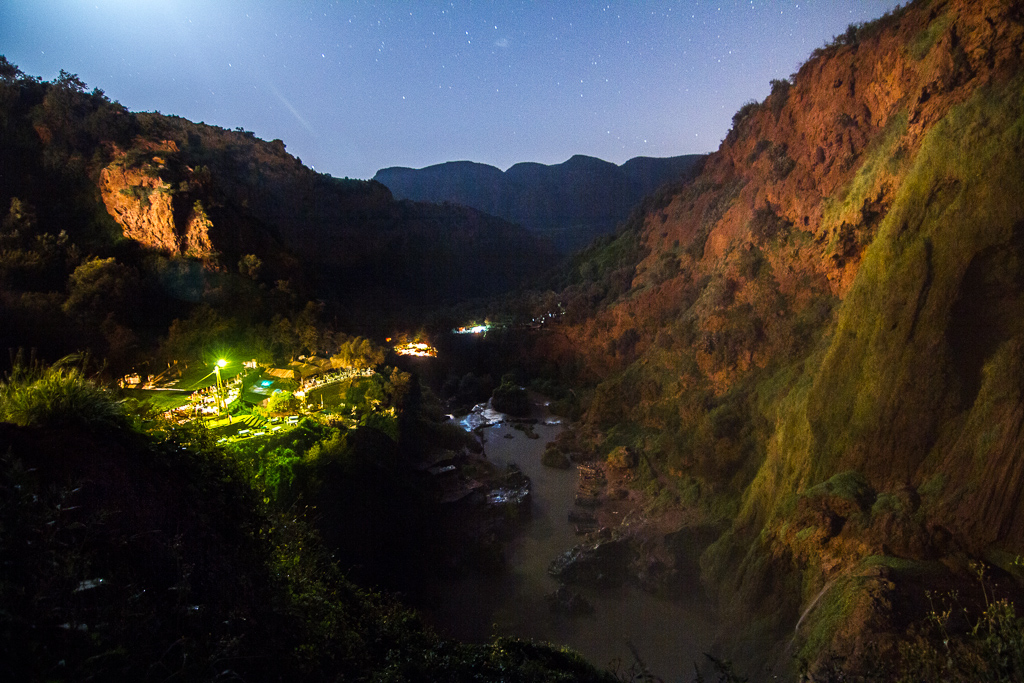
الموقع في منتصف الليل
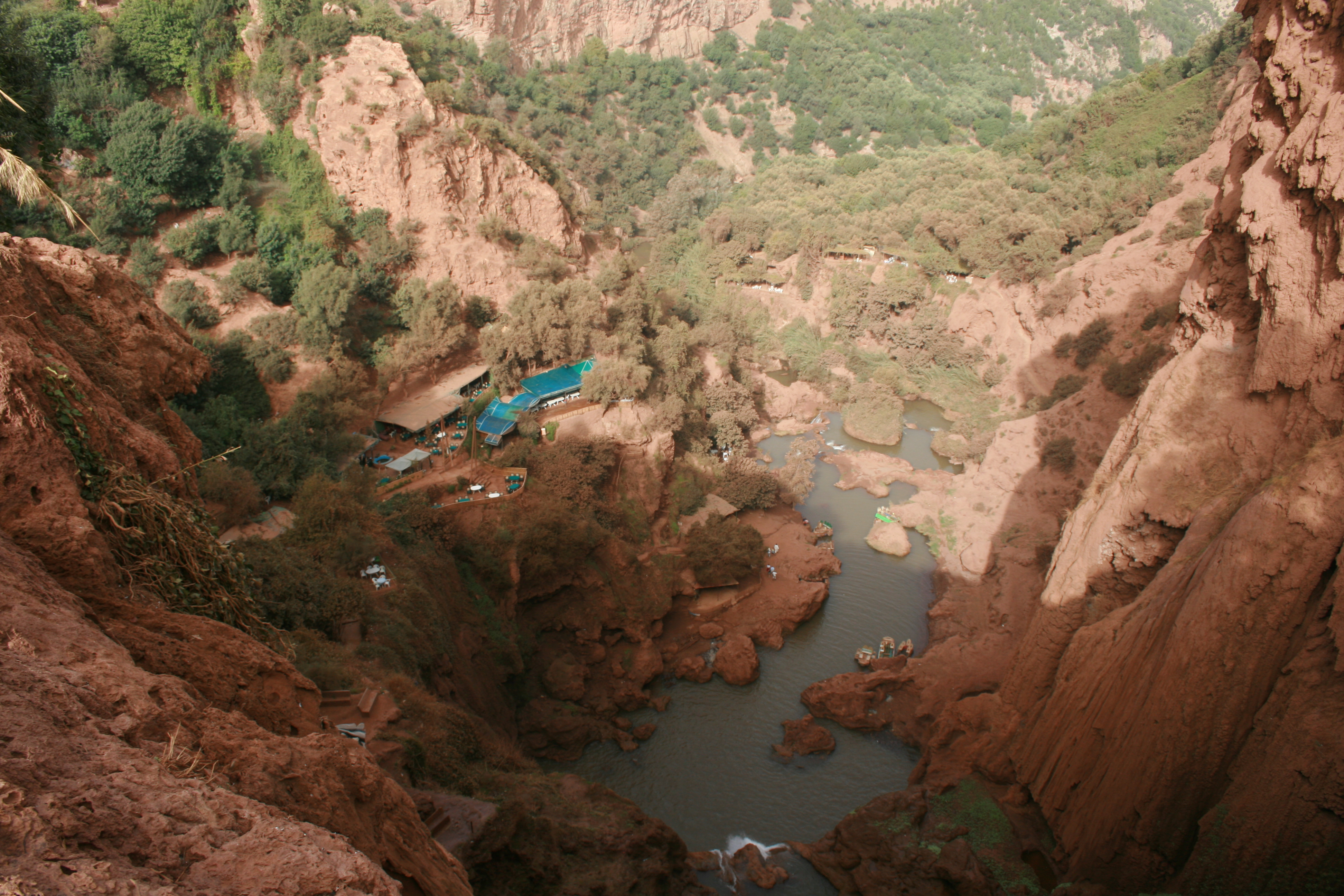

## البيئة الطبيعية للشلالات
تحيط بشلالات أوزود غابات الزيتون والأشجار المثمرة، التي تضفي على المكان طابعًا هادئًا ومريحًا. هذه البيئة الطبيعية الخصبة تدعم تنوعًا بيولوجيًا غنيًا، بما في ذلك مجموعة من الطيور المهاجرة والحيوانات البرية مثل القرود التي تضيف لمسة من المرح لزيارة الشلالات، وروحاً ترفيهية إلى المنطقة. المياه تتدفق من سلسلة جبال الأطلس المتوسط، حيث تتجمع في برك طبيعية عند سفح الشلالات، مما يوفر بيئة مثالية للسباحة والاسترخاء.

## السياحة
يوفر الموقع السياحي العديد من مواقع التخييم القائمة على أكواخ الخيزران والقصب البدائية، وأماكن السباحة، والمطاعم الصغيرة ذات المدرجات التي تُقدّم المأكولات البربرية، ومحلاّت الصناعة التقليدية من الأطلس المتوسط، على طول مسار المشاة الذي ينزل سفح الشلال. يتواجد بالموقع أيضا قرود المكاك البربري.
تنتعش السياحة خلال موسم الصيف، نظرا للاقبال المتزايد للزوار على السباحة في أحواض الشلال، و بحيراته التي تنتشر بمحاذاة المصب. ولا زالت القرية تحتفظ بالعديد من طواحين الماء التي تديرها قوة الشلال من الاعلى ، حيث تشكل رمزا تاريخيا ورثته أجيال المنطقة من جيل لاخر، حيث تعمل هذه الطواحين التقليدية البسيطة بوسائل بدائية جدا على طحن الحبوب ومنتجاتها الزراعية خاصة القمح والشعير والذرة وغيرها للأهالي وسكان المنطقة.

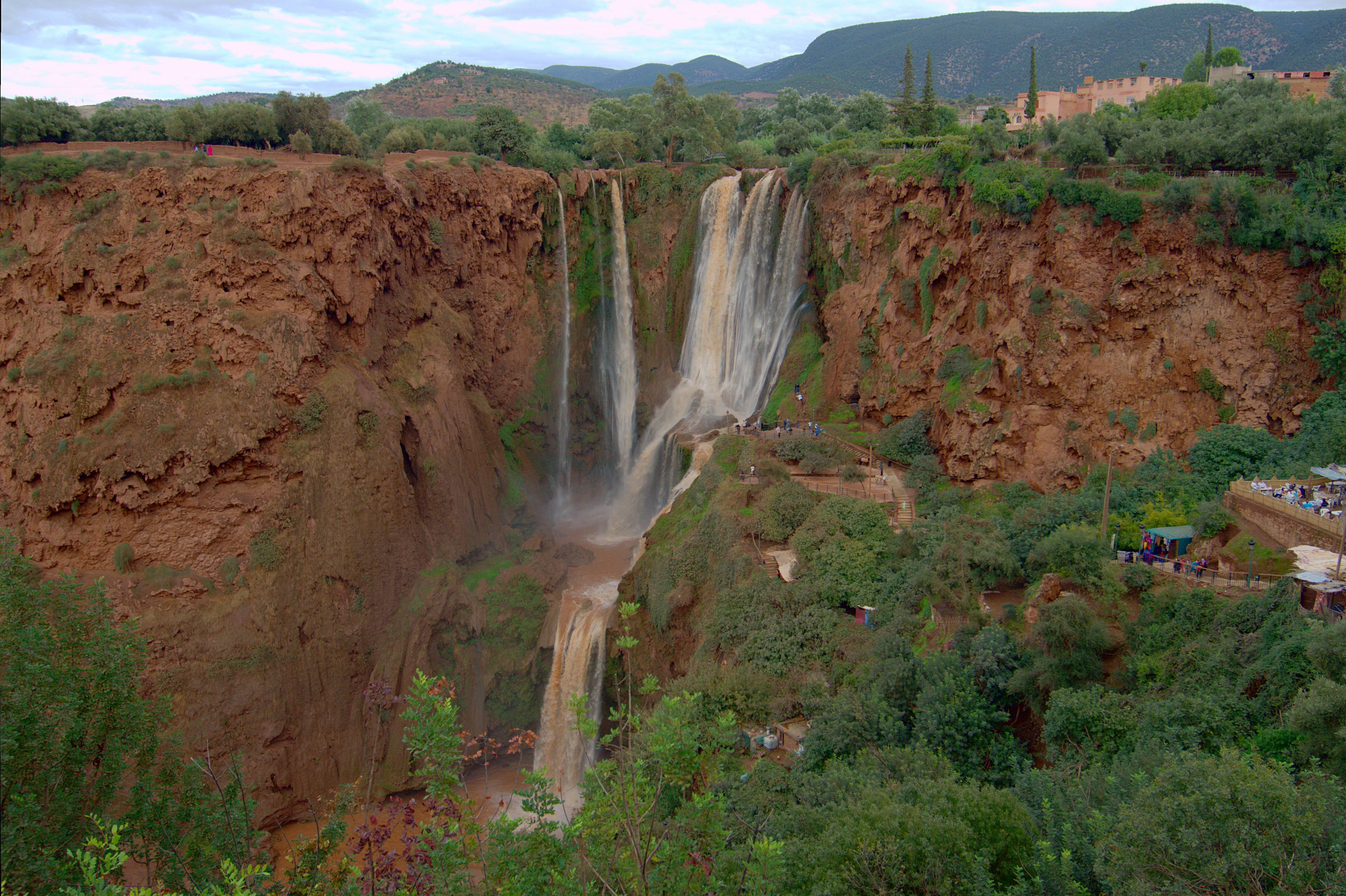
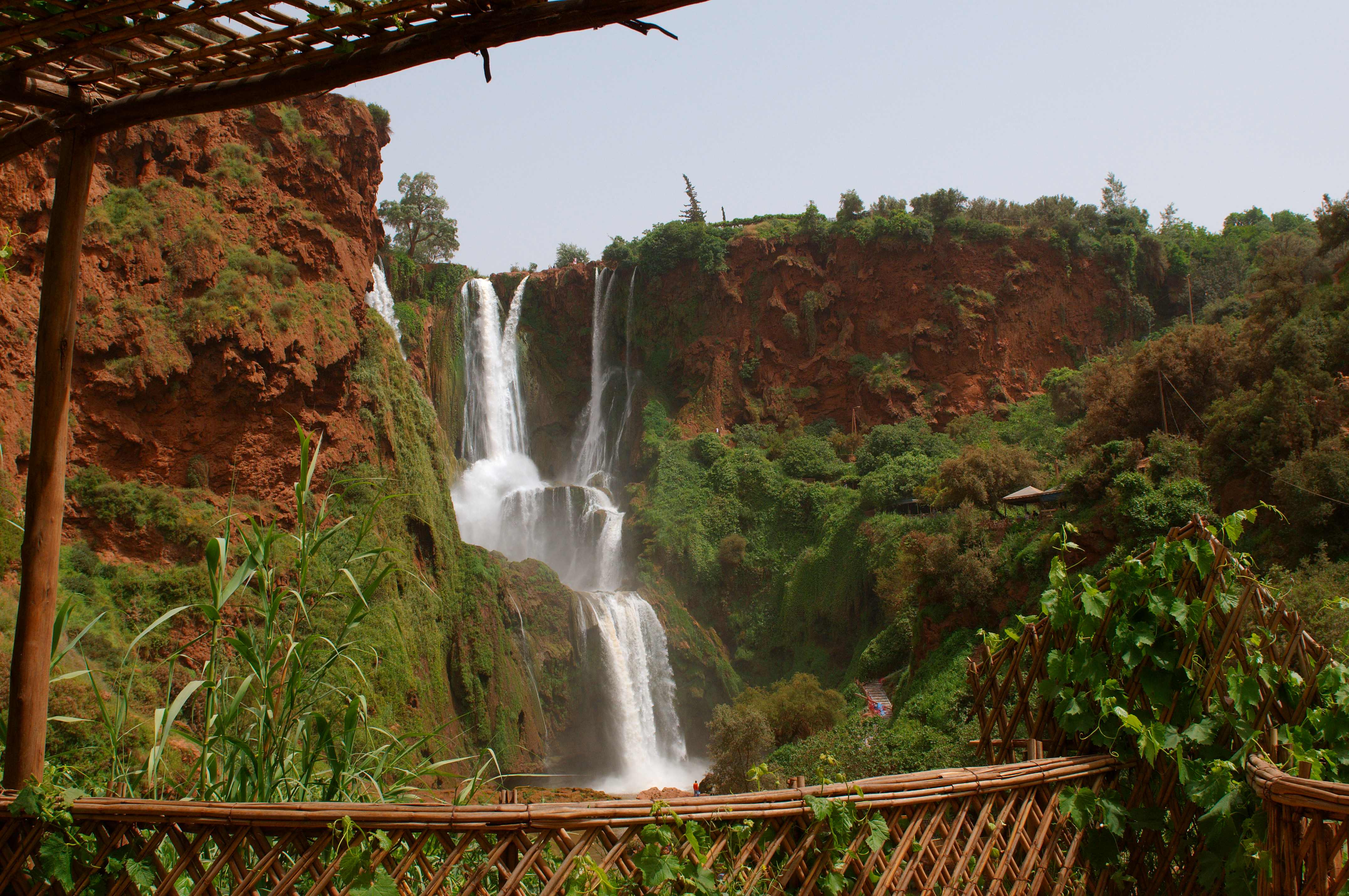
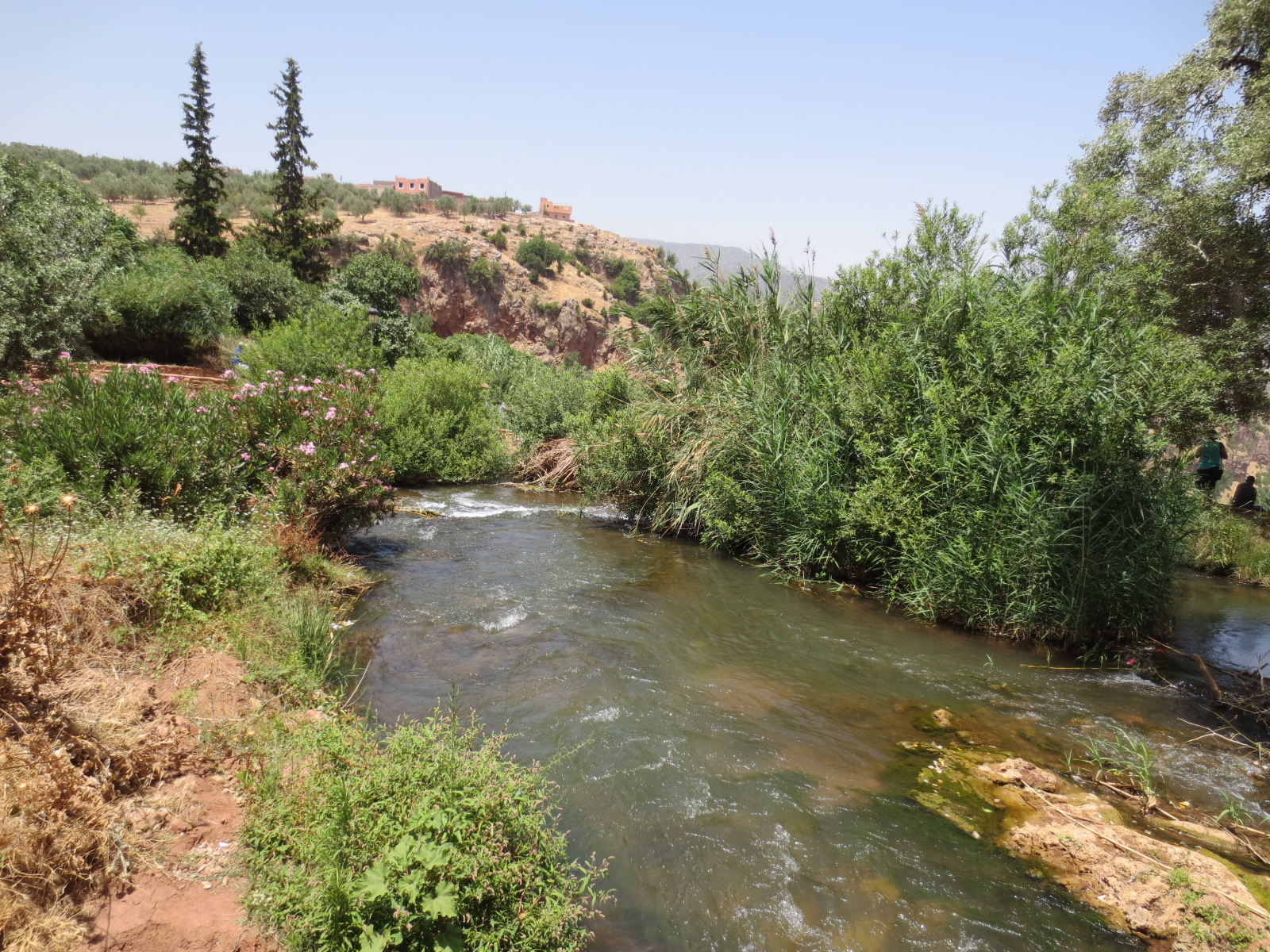
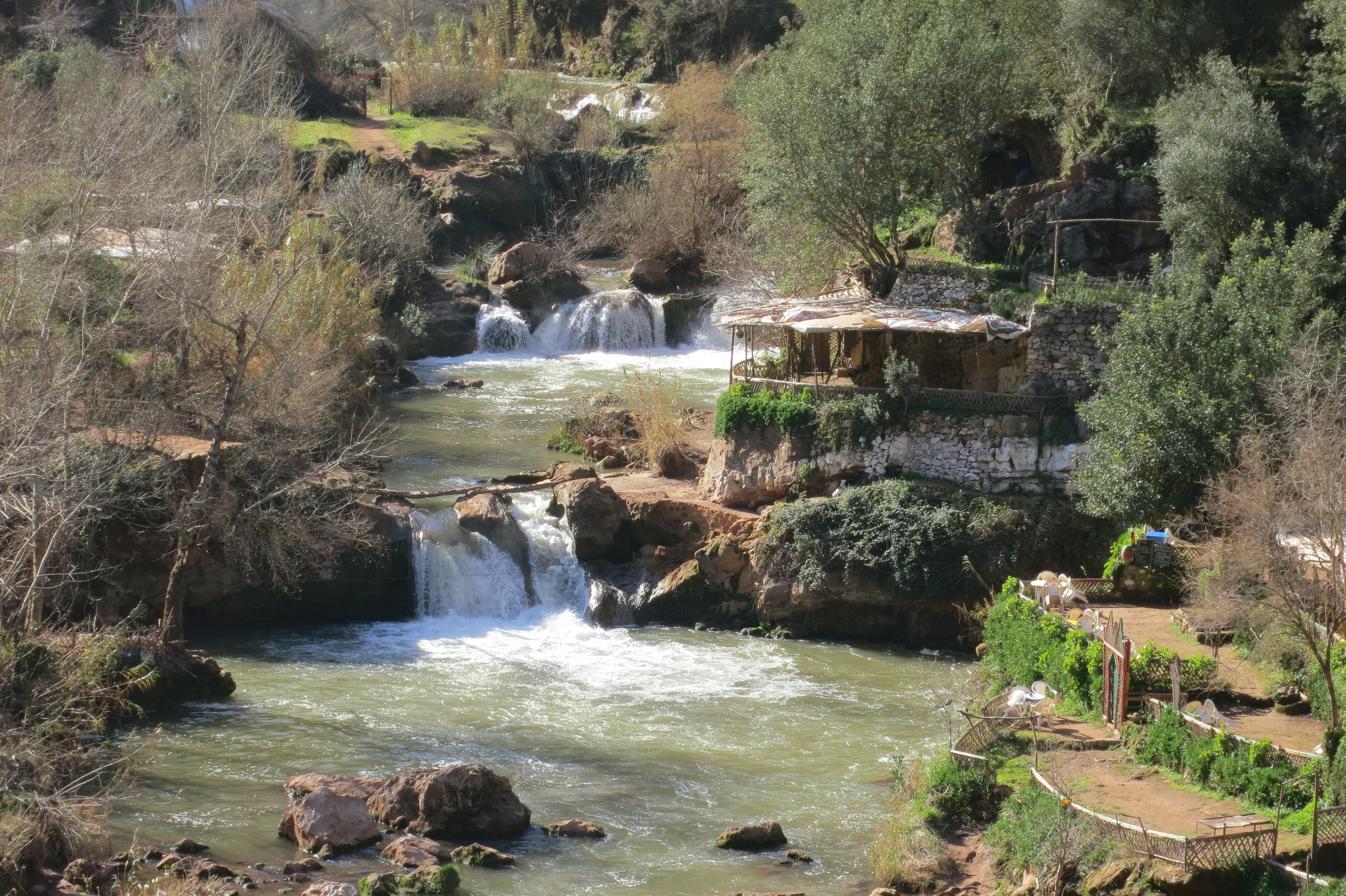
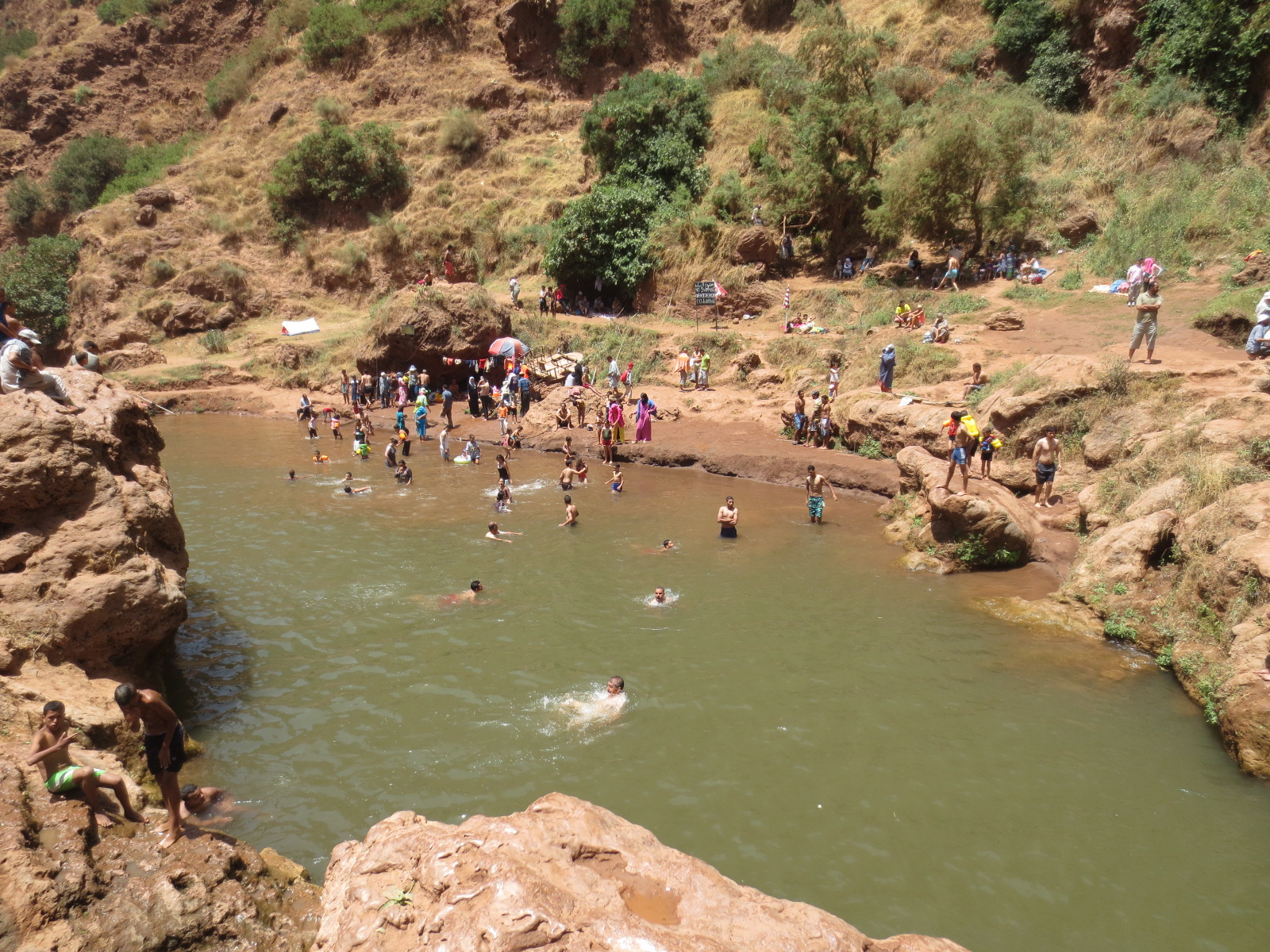
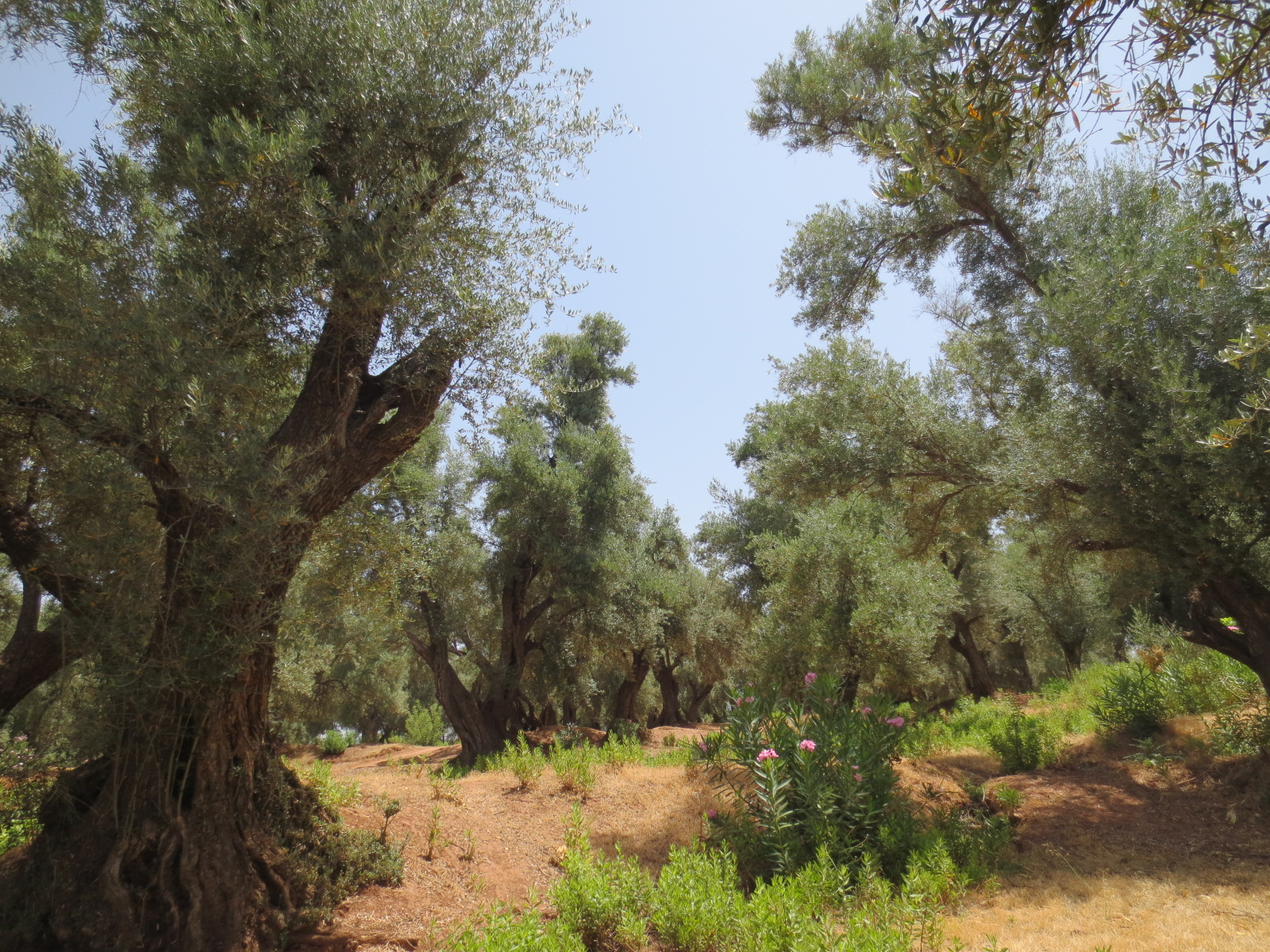
بستان زيتون
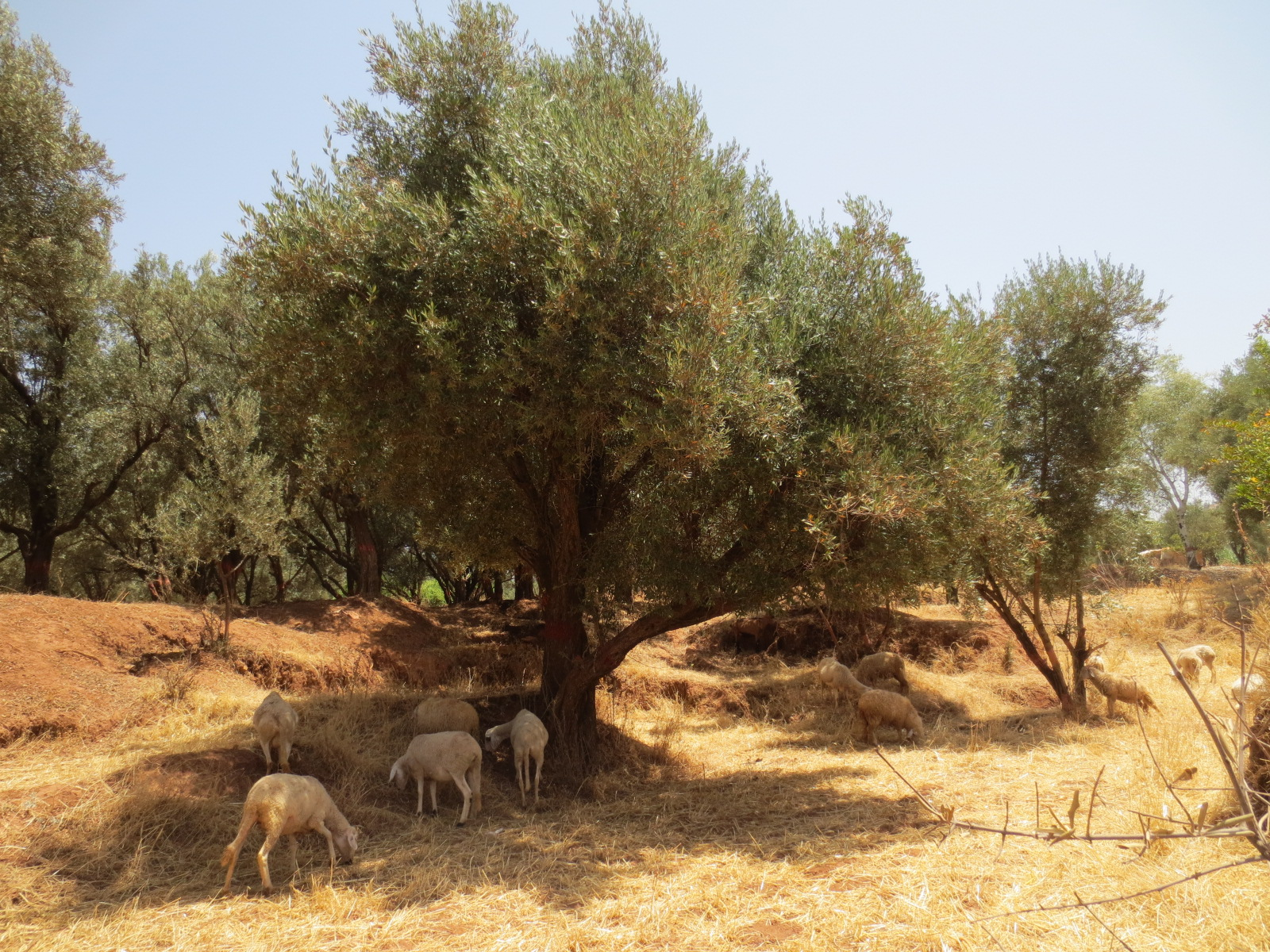
بستان زيتون
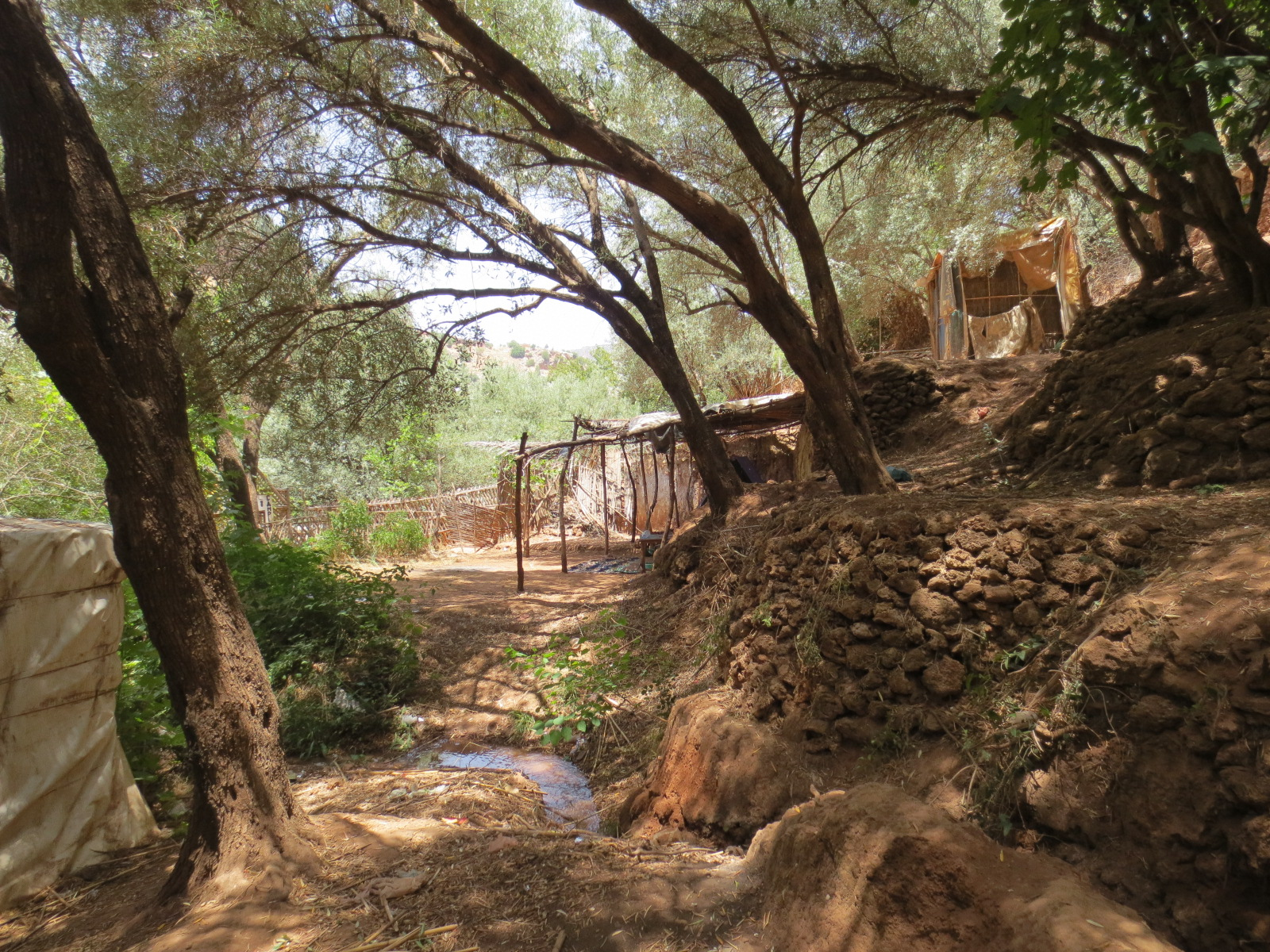
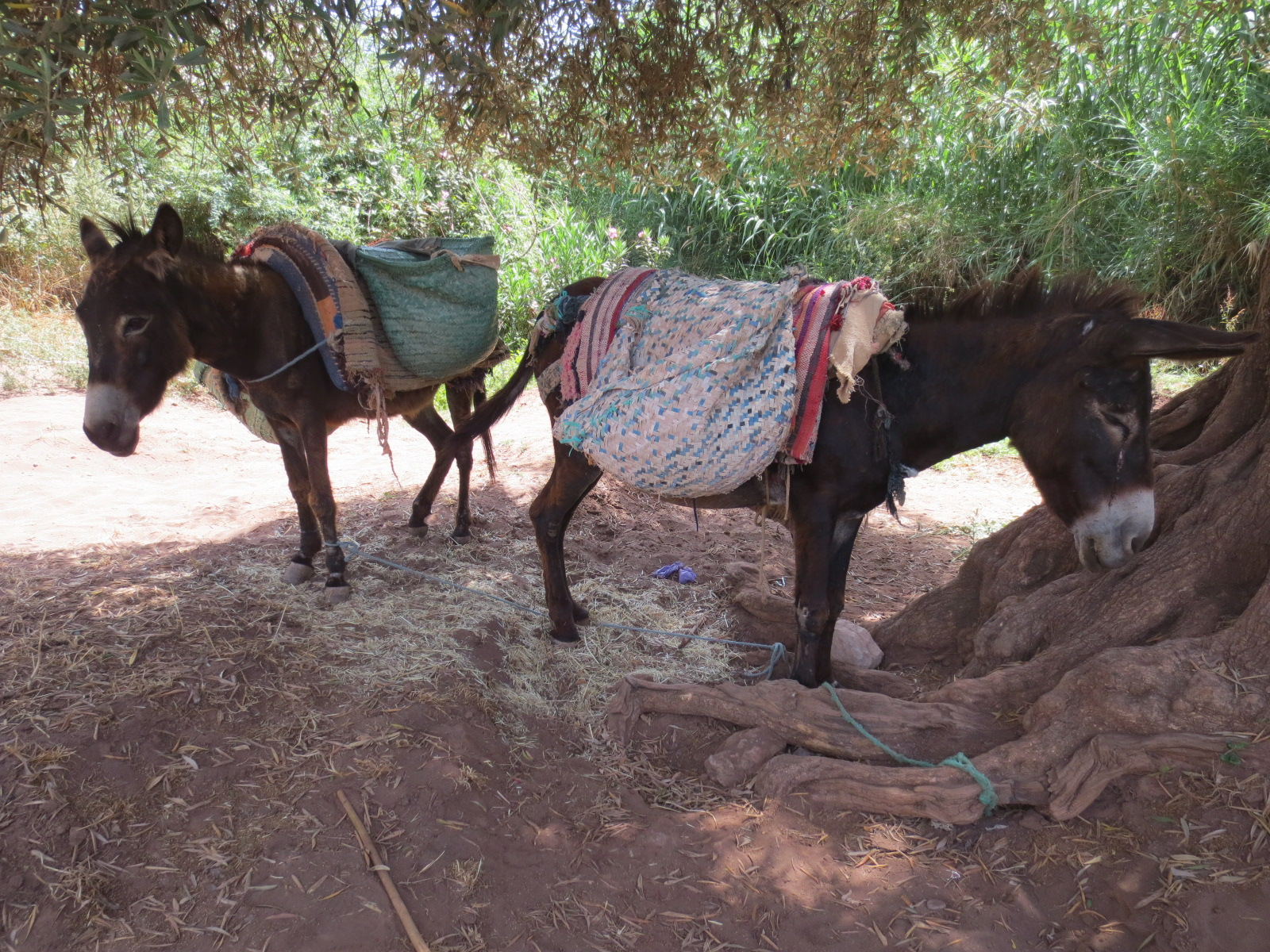
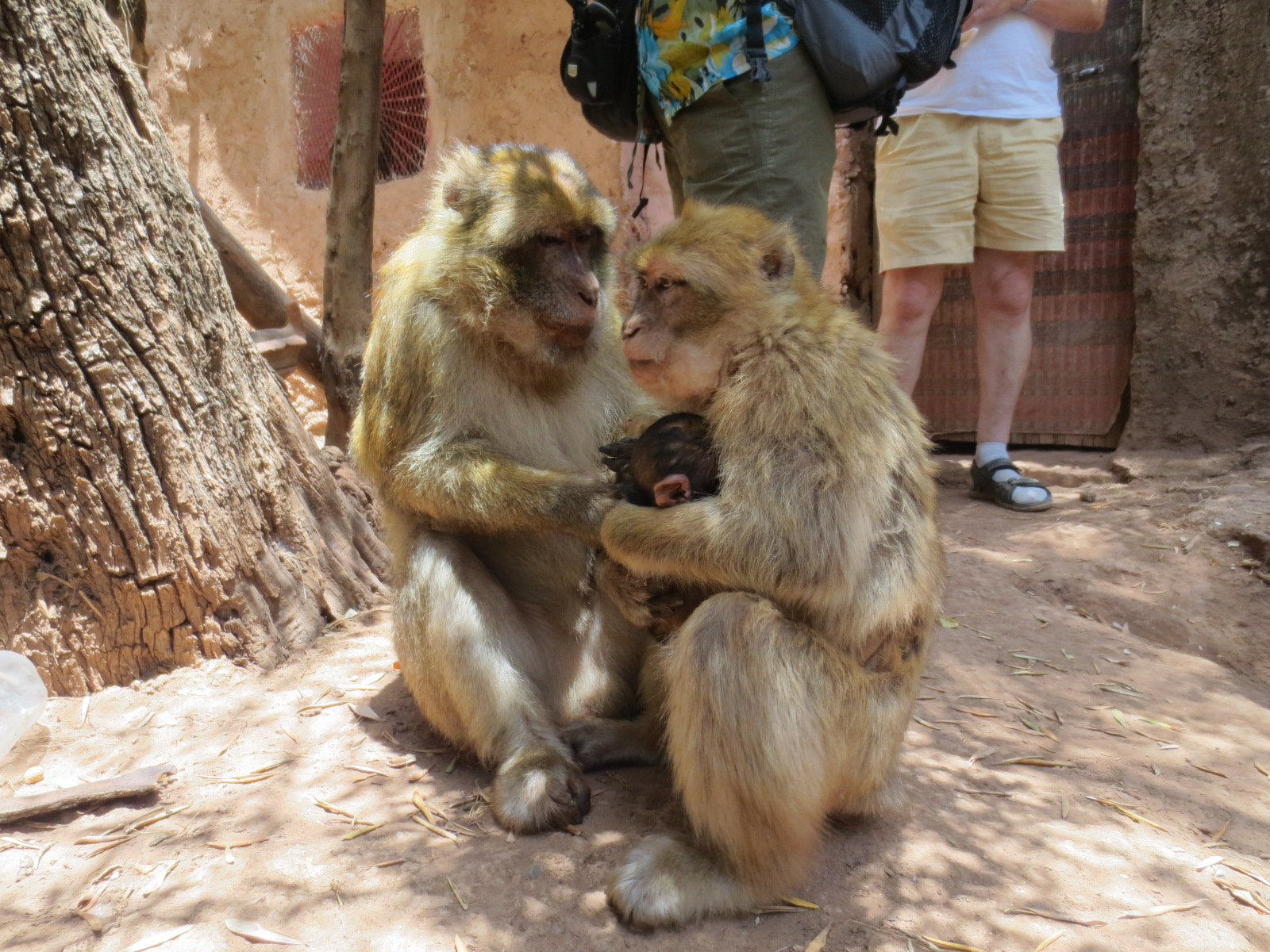
بعض قرود المكاك البربرية
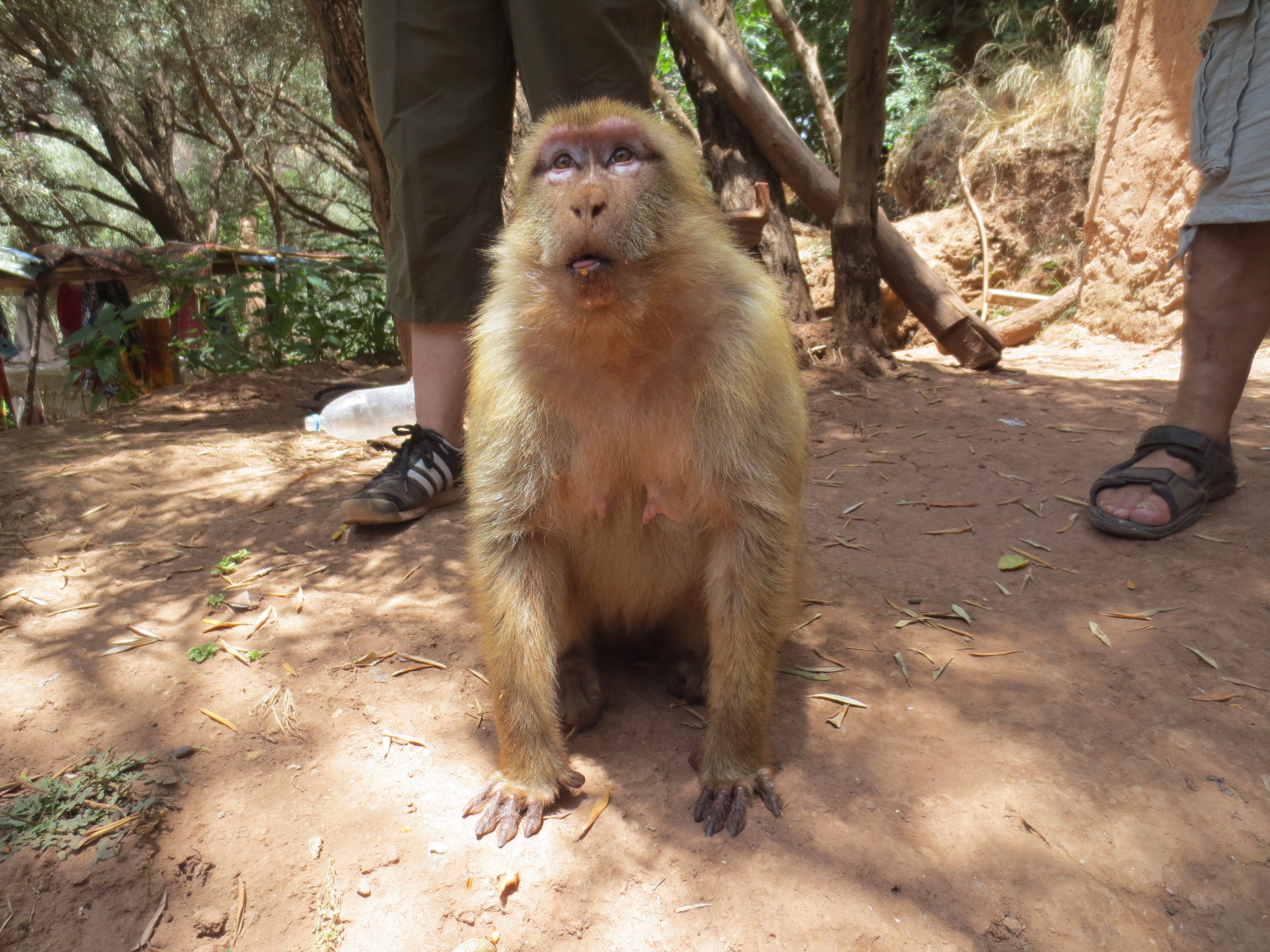
قرود المكاك البربرية
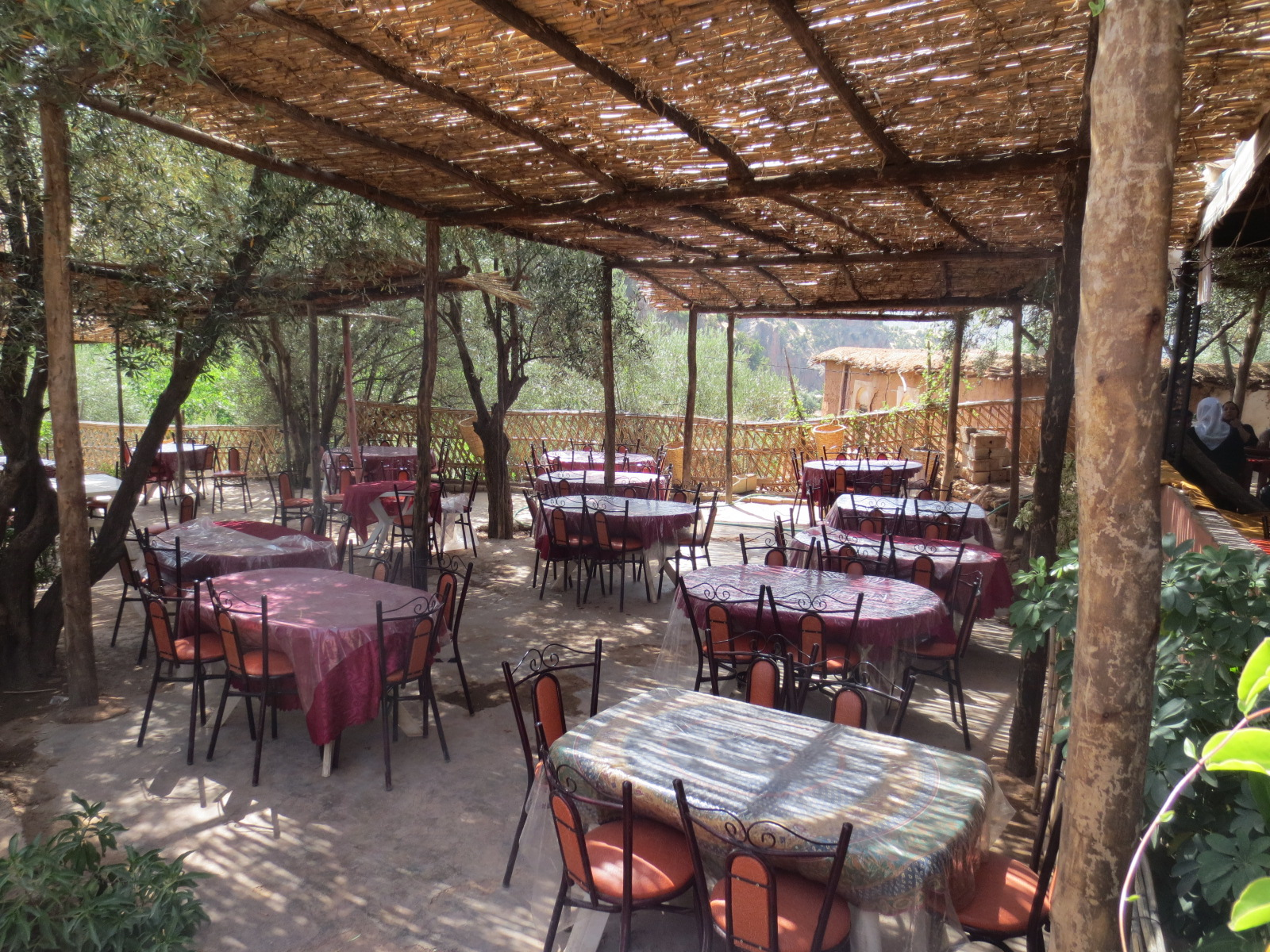
مصطبة مطعم
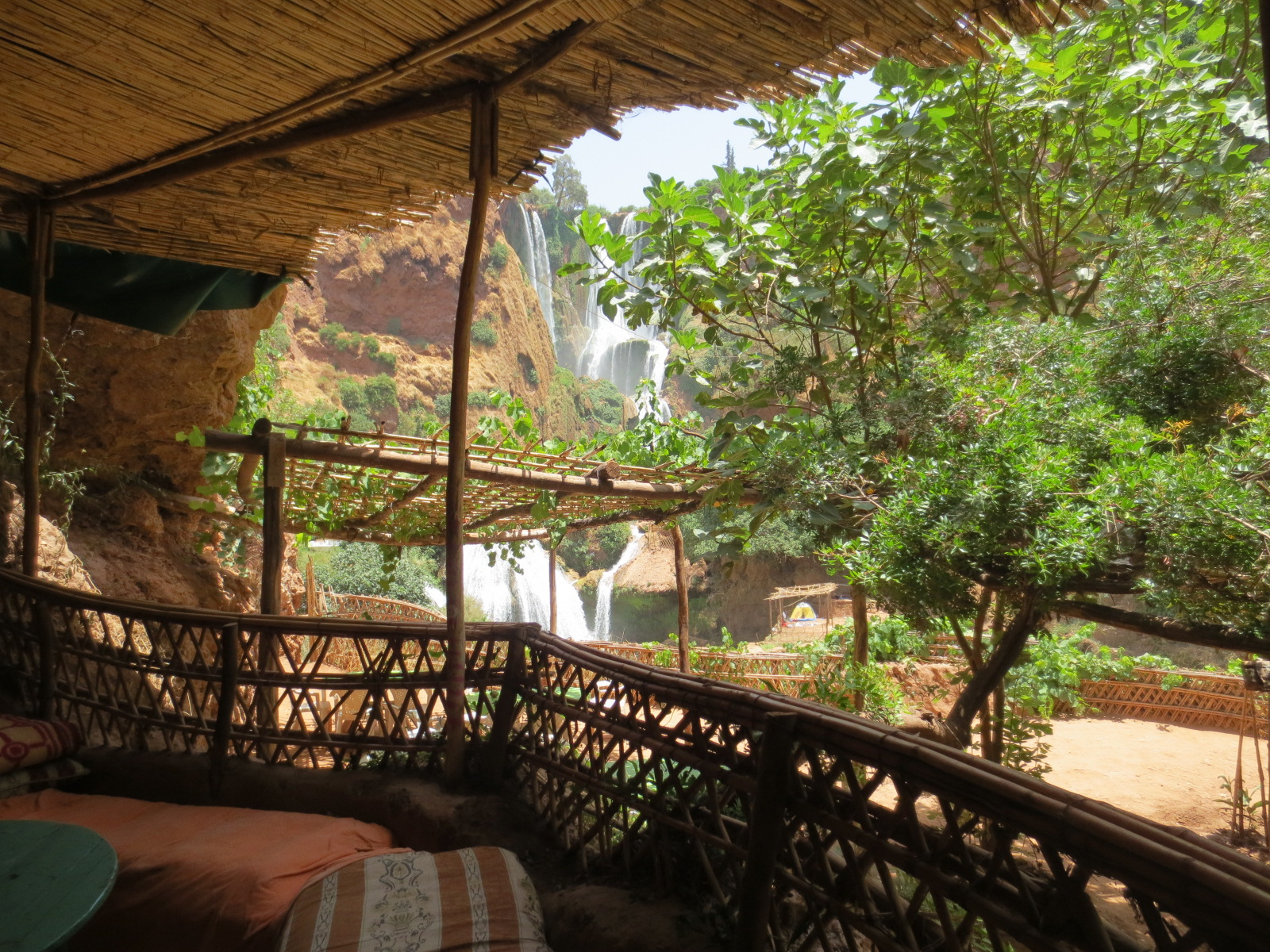
مصطبة مطعم
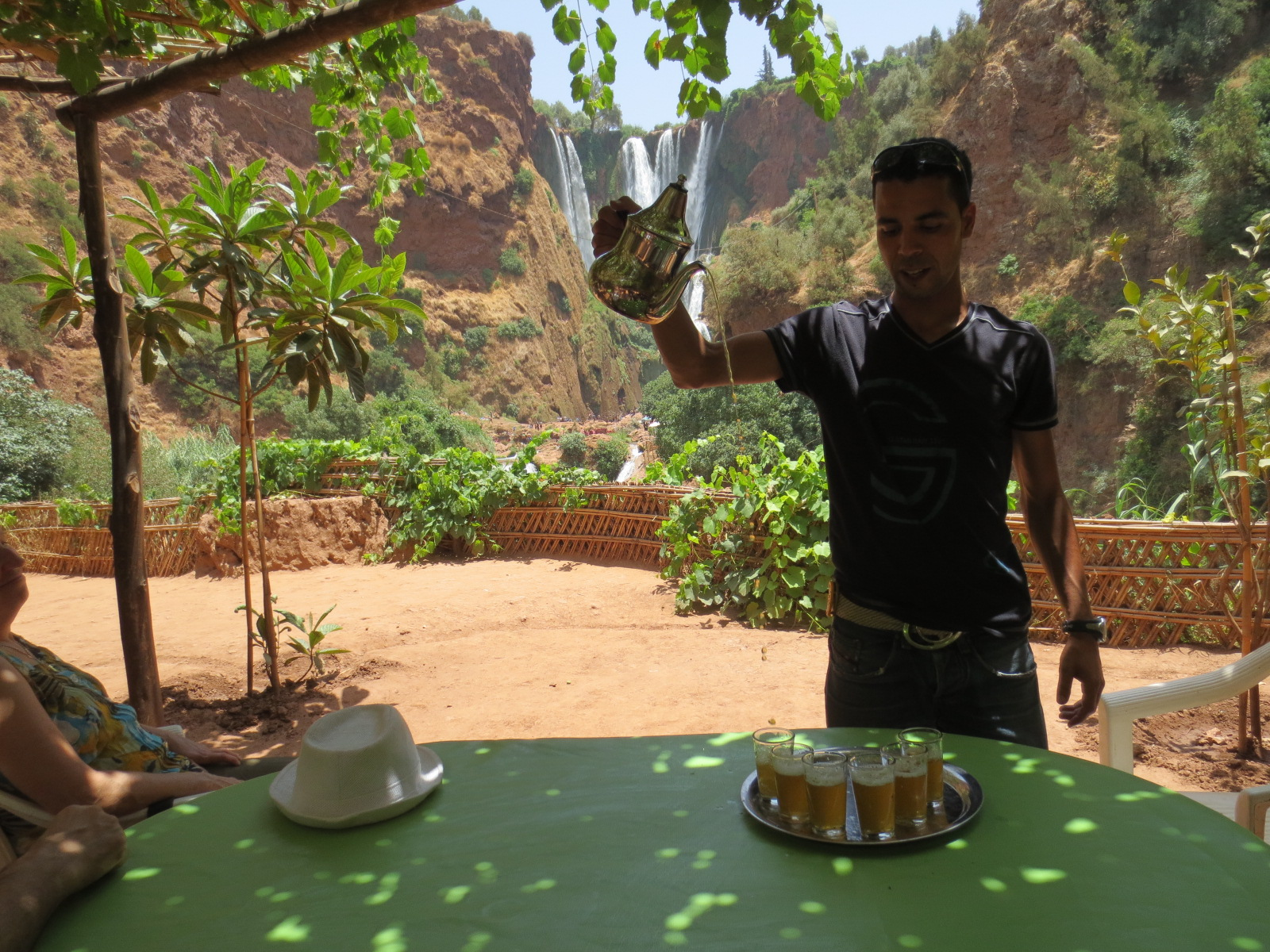
شاي النعناع التقليدي
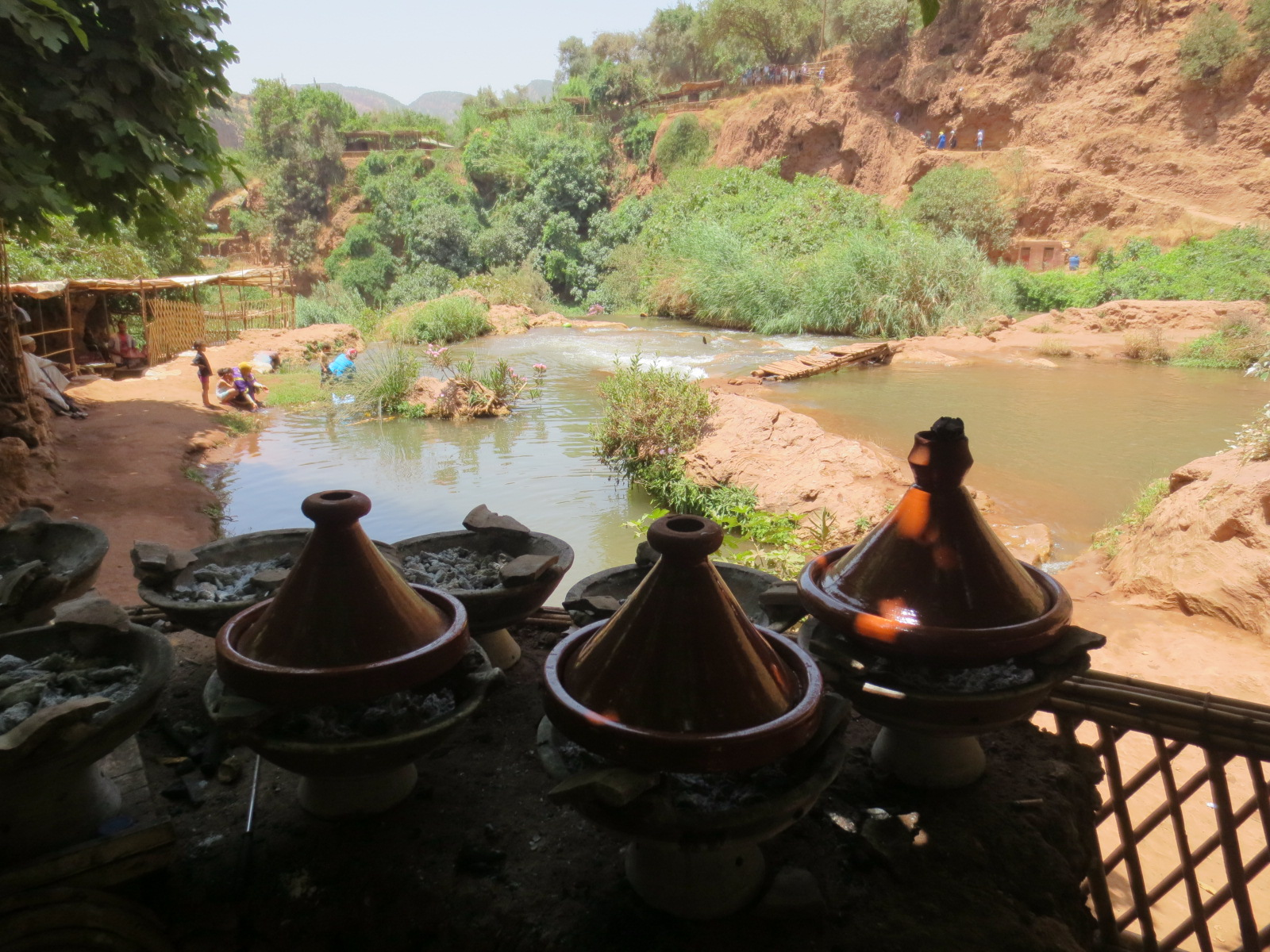
طاجن مغربي
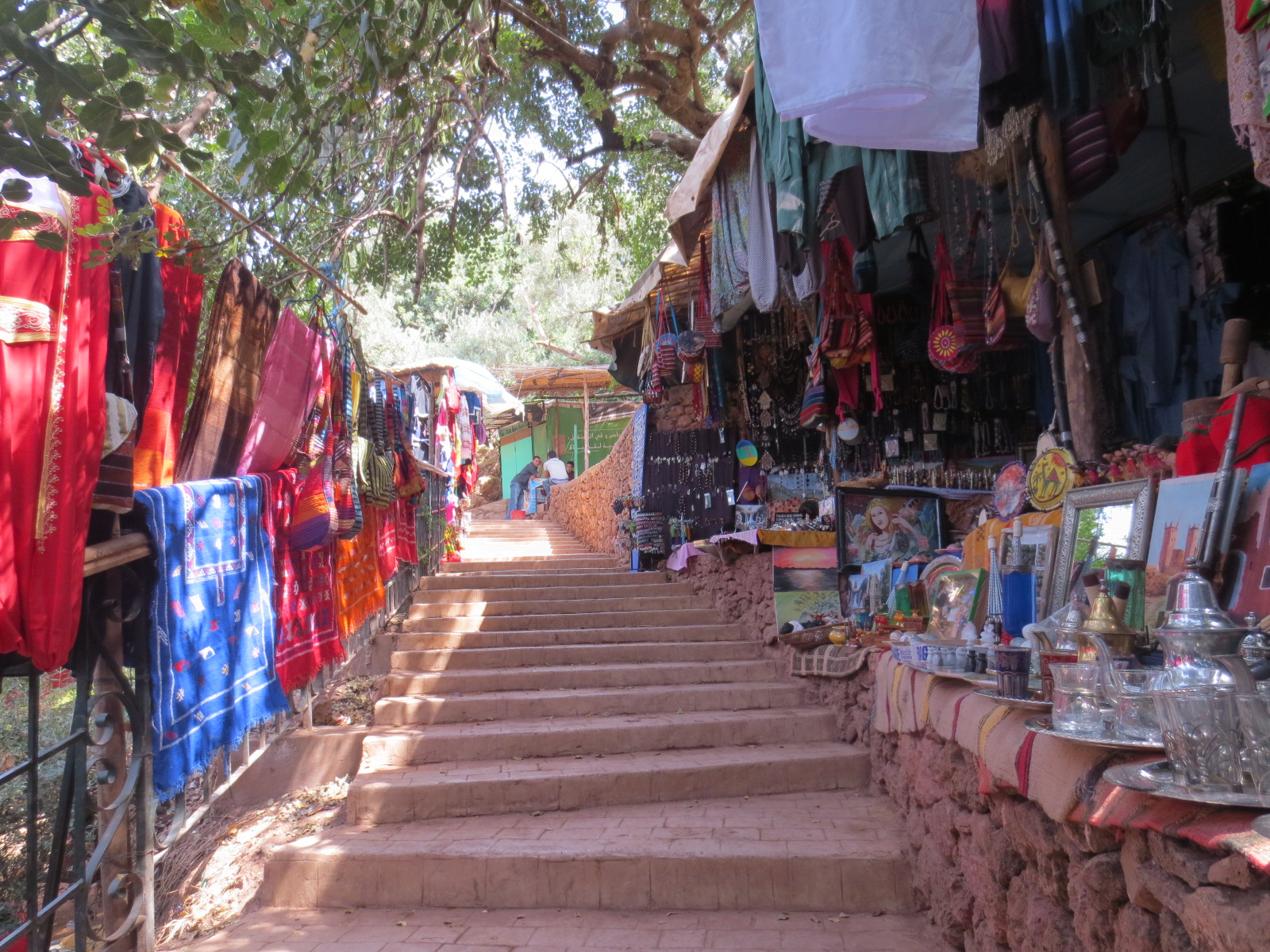
محلاّت الصناعة التقليدية المغربية

## أهمية شلالات أوزود البيئية والثقافية
تلعب شلالات أوزود دورًا مهمًا في تعزيز السياحة البيئية في المغرب. وتساهم الجهود المحلية للحفاظ على البيئة المحيطة بالشلالات في حماية هذه الجوهرة الطبيعية من التأثيرات السلبية للتوسّع السياحي. كما أن الموقع يساهم في دعم الاقتصاد المحلي من خلال توفير فرص عمل للسكان في مجالات مثل الإرشاد السياحي، وإعداد مواقع للتخييم، وتقديم المأكولات والمشروبات، بالإضافة إلى تقديم العديد من الخدمات السياحية الأخرى.
أما من الناحية الثقافية، فتعدّ شلالات أوزود رمزاً للطبيعة المغربية الساحرة، وجزءاً من الموروث المغربي الطبيعي، وتجربةً طبيعية فريدة تجمع بين جمال الطبيعة وسحر الثقافة المغربية الأمازيغية. كما أن الشلالات تُعتبر قبلةً مهمةً للعائلات المغربية التي تقصدها للاحتفال بالمناسبات الخاصة أو للاستمتاع بنزهة عائلية في الهواء الطلق، ومحجّاً للسياح والزوار وعشاق الطبيعة بالخصوص، على طول العام، خصوصاً خلال فصل الصيف.